# Wang Liuyi
Wang Liuyi (en chino: 王柳懿; 16 de enero de 1997) es una deportista china que compite en natación sincronizada.
Participó en los Juegos Olímpicos de París 2024, obteniendo dos medallas de oro en las pruebas dúo y equipo. Ganó doce medallas en el Campeonato Mundial de Natación entre los años 2017 y 2024.

## Palmarés internacional
| Juegos Olímpicos   | Juegos Olímpicos   | Juegos Olímpicos | Juegos Olímpicos  |
| Año                | Lugar              | Medalla          | Prueba            |
| ------------------ | ------------------ | ---------------- | ----------------- |
| 2024               | París (Francia)    | Medalla de oro   | Dúo               |
| 2024               | París (Francia)    | Medalla de oro   | Equipo            |
| Campeonato Mundial |                    |                  |                   |
| Año                | Lugar              | Medalla          | Prueba            |
| 2017               | Budapest (Hungría) | Medalla de oro   | Combinación libre |
| 2017               | Budapest (Hungría) | Medalla de plata | Equipo técnico    |
| 2022               | Budapest (Hungría) | Medalla de oro   | Dúo técnico       |
| 2022               | Budapest (Hungría) | Medalla de oro   | Dúo libre         |
| 2022               | Budapest (Hungría) | Medalla de oro   | Equipo técnico    |
| 2022               | Budapest (Hungría) | Medalla de oro   | Equipo libre      |
| 2023               | Fukuoka (Japón)    | Medalla de oro   | Equipo libre      |
| 2023               | Fukuoka (Japón)    | Medalla de plata | Dúo libre         |
| 2024               | Doha (Catar)       | Medalla de oro   | Dúo técnico       |
| 2024               | Doha (Catar)       | Medalla de oro   | Dúo libre         |
| 2024               | Doha (Catar)       | Medalla de oro   | Equipo técnico    |
| 2024               | Doha (Catar)       | Medalla de oro   | Rutina acrobática |